# Parco nazionale di Dghoumès
Il parco nazionale di Dghoumès (in arabo الحديقة الوطنية دغومس) è un parco nazionale della Tunisia situato nel governatorato di Tozeur. Istituito il 29 marzo 2010, si estende su una superficie di 80 chilometri quadrati. La sua gestione è affidata al ministero dell'Agricoltura.
Scopo principale del parco è quello di proteggere un ecosistema rappresentativo del Sahara tunisino. Vi crescono piante caratteristiche degli ambienti aridi, come le tamerici (Tamarix spp.), la Thymelia hirsuta e la Retama retam.
Inoltre, il parco ospita anche una fauna molto diversificata, comprendente il riccio del deserto (Paraechinus aethiopicus), lo sciacallo dorato (Canis aureus), il gatto selvatico (Felis silvestris), il gatto delle sabbie (Felis margarita), la pernice sarda (Alectoris barbara), l'aquila reale (Aquila chrysaetos) e alcune specie di rettili  e anfibi 
Altre specie sono state introdotte a partire dal 1995. Tra queste possiamo citare lo struzzo (Struthio camelus), l'orice dalle corna a sciabola (Oryx dammah), la gazzella dorcade (Gazella dorcas), la gazzella di Cuvier (Gazella cuvieri) e l'ammotrago (Ammotragus lervia).